# Елисеев, Евгений Владимирович
Евге́ний Влади́мирович Елисе́ев (укр. Єлісєєв Євген Володимирович; род. 6 марта 1989, Запорожье) — украинский футболист, центральный защитник.

## Футбольная биография
Евгений воспитанник запорожского футбола. Первый тренер — И. О. Конотопов.
С 2003 по 2004 год выступал за юношеские команды запорожского «Металлурга» в Детско-юношеской футбольной лиге (ДЮФЛ). С 2004 года играл за молодёжную команду донецкого «Шахтёра» в турнире дублёров.
В 2006 году дебютировал во второй лиге, в составе команды «Шахтёр-3». В 2007 году получил приглашение от черкасского «Днепра», где постепенно закрепился в основном составе, а 9 сентября 2007 года в матче «Днепр» — «Феникс-Ильичёвец» впервые отличился голом за профессиональный клуб. Самоотверженно игравший, иногда выходя на поле с отрощенной бородой, за внешнее сходство с известным итальянским футболистом, получил прозвище «Гаттузо».
В 2009 году, после начавшихся в черкасском клубе финансовых проблем, Евгений перебирается в черниговскую «Десну», а ещё через полтора года получает приглашение от одного из лидеров первой лиги, ужгородского клуба «Закарпатье», в составе которого впервые вышел на поле 16 апреля, в матче против алчевской «Стали», отметив свой дебют голом в ворота соперника, практически с первого матча застолбив за собой место центрального защитника в стартовом составе команды. В сезоне 2011/12 «Говерла-Закарпатье» завоевала путёвку в Премьер-лигу, одержав победу в первенстве первой лиги. По итогам сезона Елисеев попал в символическую сборную первой лиги по версии сайта «Football.ua» как лучший центральный защитник. Первую часть сезона в элитном дивизионе провёл стабильно играя в стартовом составе, но во втором круге потерял место в основе. В августе 2013 года перешёл в белорусский клуб «Белшина», подписав соглашение до конца сезона. В чемпионате Белоруссии дебютировал 18 августа, в матче против минского «Динамо».

## Достижения
- Победитель первенства первой лиги Украины: (2011/12)